# 利斯贝格
利斯贝格是德国巴伐利亚州的一个市镇。总面积8.36平方公里，总人口1757人，其中男性848人，女性909人（2011年12月31日），人口密度210人/平方公里。